# Benjamin Schmid (Bobfahrer, 1986)
Benjamin Schmid (* 22. März 1986 in Freilassing) ist ein ehemaliger  deutscher Bobfahrer.
Benjamin Schmid wuchs in Bad Reichenhall auf. Nach dem Besuch der Christophorusschule Berchtesgaden erwarb er an der Fachoberschule Traunstein das Fachabitur. Im September 2011 hat er die Ausbildung zum Polizeimeister an der Wintersportschule der Bundespolizei in Bad Endorf erfolgreich beendet.
Bis 2003 war Schmid im Alpinsport erfolgreich. Mit dem Erreichen des 18. Lebensjahres begann seine Karriere im Bobsport als Anschieber. Zwei Jahre später erfolgte der Wechsel an die Lenkseile.
2009 konnte Benjamin Schmid bei den Juniorenweltmeisterschaften im Zweierbob den dritten Platz am Königssee erreichen.
Besonderes erfolgreich war der Pilot in der Europacup-Saison 2009/10. Hier gelangen zwei erste Plätze im Zweierbob (Winterberg und St. Moritz) und letztendlich in der Gesamtwertung ein zweiter Rang.
Im Viererbob erreichte Schmid mit seinem Team bei den Juniorenweltmeisterschaften 2010 sowie in der Europacup-Gesamtwertung den vierten Platz.
Bei der Junioren-WM 2012 in Innsbruck/Igls gewann Benjamin Schmid im Zweierbob mit Anschieber Marko Hübenbecker die Silber- und im Viererbob die Bronzemedaille.
Nach der Saison 2014/15 löste sich das Bobteam auf.